# Kozlerova mapa

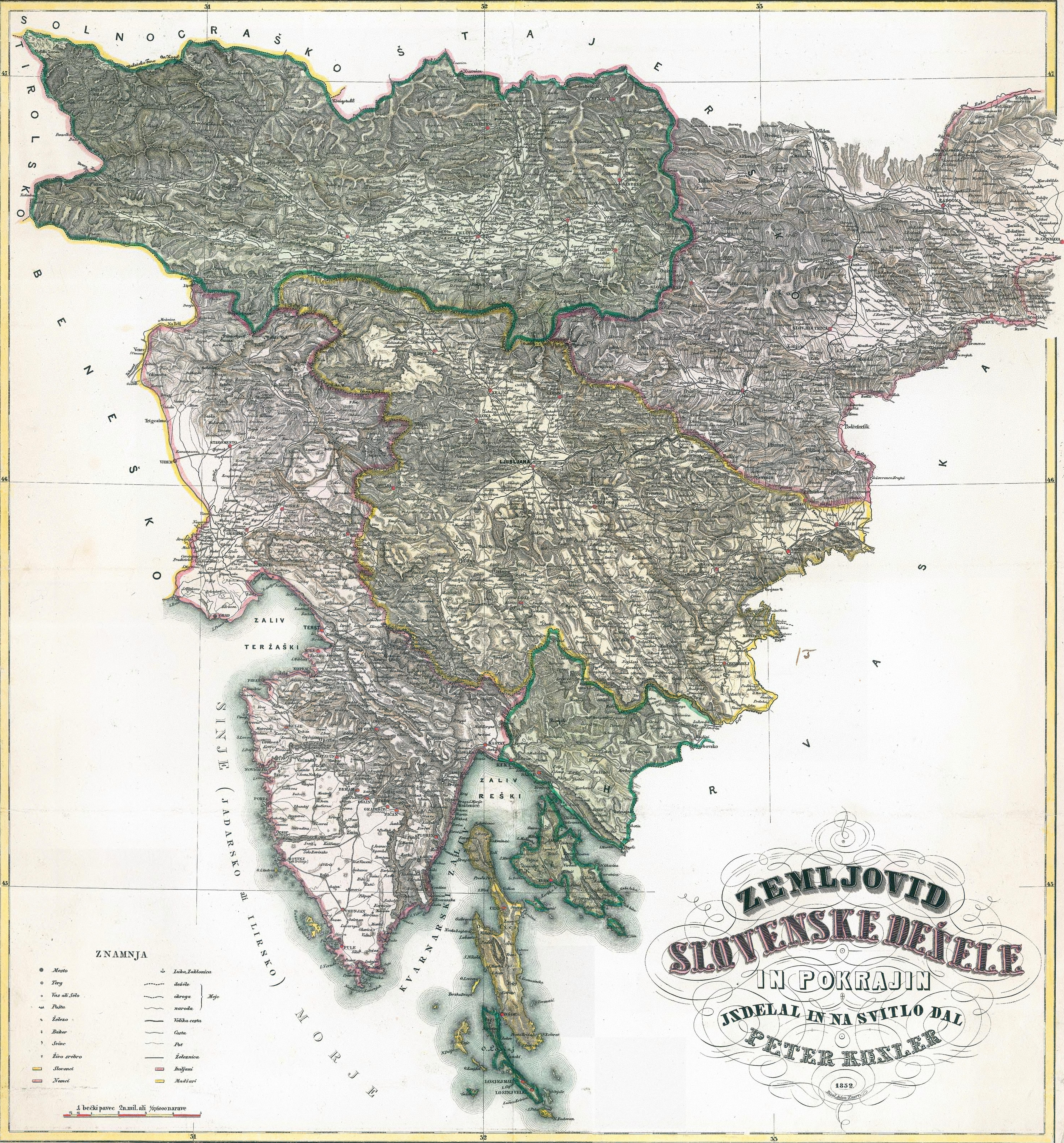
Zemljovid Slovenske dežele in pokrajin byla první mapa Slovinska

Zemljovid Slovenske dežele in pokrajin (česky: „Mapa Slovinska a jeho provincií“, běžně známá jako Kozlerova mapa), je mapa vytvořená v letech 1848 až 1852 v průběhu jara národů kraňským právníkem a geografem Peterem Kozlerem. Byla to první mapa Slovinska. Velikost mapy byla 50 x 54 cm na mapovém listu o velikosti 53 x 67 cm a její zobrazení odpovídá měřítku 1:576 000. Byla to také první slovinská mapa s veškerým textem napsaným v Gajově latinské abecedě. Mapu vyryl vídeňský vojenský kartograf August Knorr v roce 1852, vydání bylo plánováno na leden 1853. Rakouské vojenské úřady ale její tisk zastavily a zabavily dosud vytištěné exempláře, s odůvodněním, že se jedná o mapu neexistujícího politického útvaru a že její vydání ruší řád zemí rakouské koruny. Za sporné považovaly rakouské úřady také skutečnost, že byla použita výhradně slovinská místní jména. Proto byl Peter Kozler také obviněn z velezrady a „zločinu rušení veřejného klidu“. Byl krátce vězněn a vyšetřován rakouskými úřady, ale v květnu 1853 byl zproštěn obvinění a propuštěn na svobodu.
V roce 1860 byl zrušen zákaz publikování mapy. Dochovalo se pouze 318 z původních 422 výtisků mapy. V březnu 1861 nechal Kozler dotisknout chybějící výtisky a předal je k prodeji knihkupci Georgu Lerherovi. Lublaňská policie ale prodej opět zakázala a vídeňské policejní ministerstvo zákaz zrušilo až v červnu 1861.
Mapa zobrazuje nejen vlastní Slovinsko, ale i sousední země, na jejichž území žili Slovinci. Jedná se o: Istrii, Kraňsko, a další.
Dotisk mapy proběhl v letech 1864, 1871, její reprodukce byly vydány v letech 1975, 1979, 1989, 1992 a 1995, v roce 2002 byla vydána její faksimile.

## Červený seznam kulturních objektů ICOM ohrožených nezákonným obchodem a rabováním
Mapy podobné Kozlerově mapě jsou zahrnuty v Červeném seznamu kulturních objektů ICOM ohrožených pro jihovýchodní Evropu nezákonným obchodem a rabováním.